# ميوزيك تشانل
ميوزيك تشانل هي قناة موسيقية في رومانيا، بدأت البث في مايو 2008.
تمتلك القناة حقوق بث 11,000 من مقاطع الفيديو، باللغة الرومانية واللغات العالمية. وهي أيضا أول محطة تلفزيون موسيقية في رومانيا، تتركز على صناعة الموسيقى الرومانية، بباقة متنوعة من الموسيقى التي تبثها خلال الحفلات المباشرة مع الفنانين المحليين والدوليين . وتقوم أيضا بنشر وتوزيع. وتنظم جوائز الموسيقى الرومانية - أعرق الجوائز الموسيقية في رومانيا.

## وصلات خارجية
- الموقع الرسمي

‌